# Roosevelt Island (New York)
Roosevelt Island, nota in precedenza come Welfare Island e prima ancora come Blackwell's Island, è una stretta isola nell'East River di New York. Si trova tra l'isola di Manhattan a ovest e il "borough" di Queens a est. Corrisponde alle strade East 46th - East 85th street di Manhattan, ed ha una lunghezza di circa 2 miglia (3,2 km), con una larghezza massima di 250 metri, e un'area totale di 147 acri (circa 60 ettari).
L'isola forma parte del borough di Manhattan. Assieme con l'isola Mill Rock, Roosevelt Island si trova nella contea di New York nel Census Tract 238, che ha un'area di terra di 0,279 miglia quadre (0,72 km²). Nel 2000 secondo lo U.S. Census Bureau aveva una popolazione di circa 9 520 abitanti. La Roosevelt Island Operating Corporation stimava una popolazione di circa 12000 persone nel 2007.
L'isola è proprietà del comune, ma venne affittata alla Urban Development Corporation dello Stato di New York per 99 anni nel 1969. La maggior parte degli edifici residenziali nella Roosevelt Island sono edifici per l'affitto. Uno (Rivercross) è una cooperativa. Molti edifici formano parte del sistema di abitazione economico della legge Mitchell-Lama, anche se alcuni attualmente vengono privatizzati.

## Storia
Gli indigeni denominavano l'isola Minnahononck (spesso pronunciato minnahanock) dai nativi americani.
Nel 1637 gli olandesi acquistarono l'isola dai nativi e la ribattezzarono "Insel Varckens" (isola del Cinghiale). Venne denominata "Manning's Island" in onore del capitano Manning tra il 1666 e il 1686, in seguito "Blackwell's Island" tra il 1686 e il 1921, e "Welfare Island" tra il 1921 e il 1973.
Nel corso del XIX secolo, alcuni ospedali specialistici, asili, ed istituti correttivi sono stati costruiti sull'isola.
Il carcere "Welfare Penitentiary" venne chiuso nel 1935 dopo la costruzione di un nuovo penitenziario sulla Rikers Island.
Nel 1973 all'isola venne cambiato nuovamente il nome, in previsione della costruzione di un edificio in memoria al Presidente Franklin Delano Roosevelt, opera completata solo nel 2012 con la costruzione del Franklin D. Roosevelt Four Freedom Park sull'estremità meridionale dell'isola.
Durante gli anni tra il 1980 e il 2000, l'isola venne sviluppata come una comunità residenziale con un buon numero di edifici di appartamenti di elevata altezza (high-rise). Due centri per la terapia a lungo termine di malati cronici, ascritti al Goldwater Hospital si trovano agli estremi opposti dell'isola. Molti diplomatici stranieri hanno la loro residenza sulla Roosevelt Island a causa della sua prossimità al Palazzo delle Nazioni Unite che si trova nell'"East Side" di Manhattan. L'isola possiede un proprio giornale a cadenza quindicinale The Main Street WIRE, e un sito web curato dai residenti.
Spesso ci si riferisce scherzosamente alla Roosevelt Island come "The Little Apple" (La Piccola Mela) in contrapposizione al nomignolo "Big Apple" dato correntemente alla città di New York.

## Architettura
Anche se piccola la Roosevelt Island ha una storia architettonica distintiva. Ha alcuni edifici architettonicamente significativi (spesso dell'architettura brutalista) ed è stato un luogo scelto per numerose importanti competizioni e proposte di architettura, non realizzate.
Il piano regolatore di Roosevelt Island adottato dall'Urban Development Corporation dello Stato di New York (1969), venne sviluppato dallo studio di Philip Johnson e John Burgee. Il piano gli assegnava tre parti, tutte residenziali e proibiva l'utilizzo di automobili sull'isola. Imponeva ai residenti di parcheggiare le auto in un gigantesco garage e di utilizzare il trasporto pubblico. Inoltre la raccolta dei rifiuti avveniva grazie a grossi tubi sottovuoto.
Un'altra innovazione era lo sviluppo del 'mini-school system' che distribuiva classi multigenerazionali per la scuola pubblica intermedia in mezzo ai palazzi residenziali, in modo simile a un campus universitario (invece di una grossa scuola centralizzata).

## Demografia
Secondo il censimento del 2000, Roosevelt Island aveva una popolazione di 9 520 abitanti. Di questi il 52% di sesso femminile e il 48% maschile. Il 67% della popolazione ha un'età tra 18 e 65 anni, con il 15% sopra i 65 anni.
La composizione razziale dichiarata al censimento era al 45% bianchi non ispanici, 27% afroamericani, 11% asiatici. Il 14% si dichiarava ispanica oppure latino-americana di qualsiasi razza e/o nazione. Il reddito medio era di 49.976 dollari.

## Trasporti
L'isola è servita dalla metropolitana di New York attraverso l'omonima stazione della linea IND 63rd Street, dove fermano i treni della linea F.

## Prigionieri famosi

### Prigionieri famosi dell'isola di Blackwell successivamente nota come Welfare Island

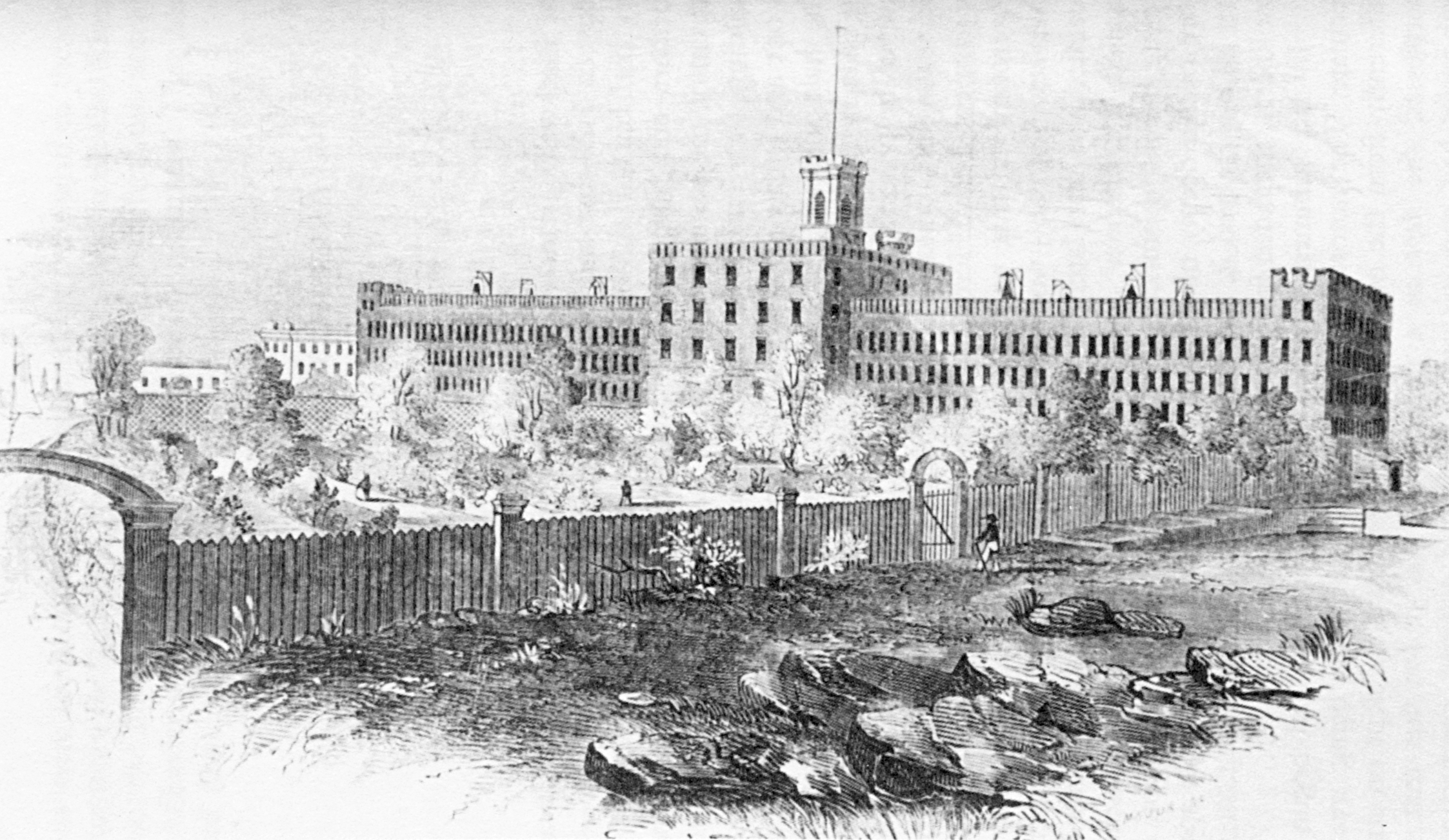
La prigione di Blackwell's Island, 1853

- George Washington Dixon – Un cantante dalla "faccia annerita" fece sei mesi di prigione per calunnia contro il reverendo Francis L. Hawks
- Emma Goldman – in prigione in molte occasioni, per attività in sostegno dell'anarchismo e del controllo delle nascite oltre alle proteste contro la leva durante la prima guerra mondiale
- Peter H. Matthews – Per aver venduto lotterie illegali per tutta New York City
- Madame Restell – Per aver eseguito aborti
- Boss Tweed – Condannato ad un anno per corruzione
- Mae West – Famosa attrice degli anni '20-'30, condannata a 8 giorni per accuse di pubblica oscenità nel suo balletto Sex
- Billie Holiday – Cantante blues, condannata a 4 mesi per essersi prostituita
- Fritz Joubert Duquesne - Spia nazista e leader del Duquesne Spy Ring, la maggiore condanna a prigione per spionaggio nella storia degli USA.
- Dutch Schultz - Arrestato per effrazione e furto in appartamenti

### Visitatori che denunciarono le condizioni nella Blackwell's Island
- Charles Dickens descrisse le condizioni nell'"Octagon", un ospedale psichiatrico per malattia mentali, che allora si trovava nella porzione nord dell'isola, nelle sue American Notes (1842)
- Nellie Bly, pioniera del giornalismo investigativo sotto copertura, si finse 'malata di mente' e trascorse dieci giorni nella Blackwell's Island, pubblicando in seguito il suo reportage sull'esperienza, come viene riferito dal giornalista italiano Nicola Attadio, nel capitolo "Blackwell'is Island: inviata all'inferno", della biografia "Dove nasce il vento- Vita di Nellie Bly" (Milano, Bompiani, 2018, pagg.67-86).

## Note

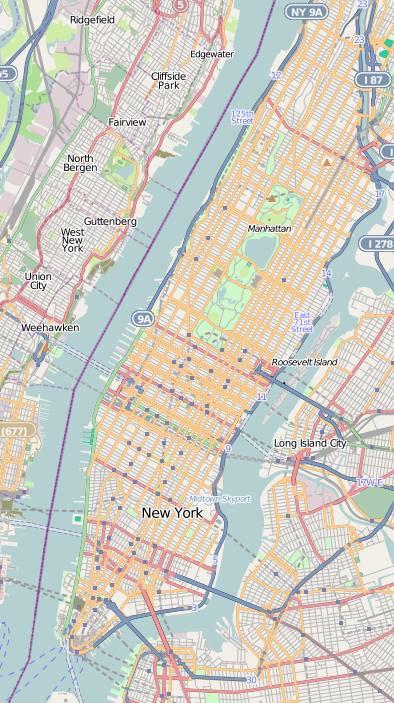
Roosevelt Island è una stretta isola che si trova immediatamente a sud-est di Manhattan.